# Силвия Дънекова
Силвия Данекова е българска състезателка по лека атлетика и национална рекордьорка в дисциплината 3000 метра с препятствия. Живее и тренира в Нови пазар.

## Биография
При първото си участие на голямо състезание, Европейското първенство в Хелзинки през юни 2012 година, атлетката подобрява личния си рекорд с повече от 9 секунди. Тя записва 9:42,72 минути, което е покрит норматив „А“ за Олимпиадата, с което атлетката се приближава и до републиканския рекорд в дисциплината – 9:42,07 минути на Добринка Шаламанова, постигнат през 2007 година. В началото на 2013 г., Силвия продължава да не среща конкуренция в България и съвсем закономерно става шампионка на страната където и да стартира.
Включена е в отбора на България на Европейското отборно първенство в Дъблин където финишира втора на 3000 м. стипълчейз. През същата година. Дънекова отново покрива норматив за голямо състезание, така тя си осигури право да стартира на Световното първенство по лека атлетика в Москва където проявява истински героизъм. В полуфиналното бягане Дънекова се класира за големия финал с национален рекорд от 9:35,62 сек., което е истински подвиг и най-добро постижение в историята на България. На финала остава 14-а. Балканската титла която спечели по-рано през сезона в Стара Загора и осигурява място в „мача на гигантите“ за отбора на балканите където също остана втора. Спечелването на Софийския маратон, и тринайсетото място на европейското по крос затвърждават големите и успехи през 2013 г.